# Condado de Bernalillo
O Condado de Bernalillo (em inglês:  Bernalillo County) é um dos 33 condados do estado americano do Novo México. A sede e maior cidade do condado é Albuquerque. Foi fundado em 1852.
O condado possui uma área de 3 023 km², dos quais 3 006 km² estão cobertos por terra e 16 km² por água, uma população de 662 564 habitantes, e uma densidade populacional de 220,4 hab/km² (segundo o censo nacional de 2010). É o condado mais populoso do Novo México.